# Давид, Анна-Мария
Анна-Мария Давид (фр. Anne-Marie David; род. 23 мая 1952, Касабланка) — французская певица, победительница конкурса песни Евровидение-1973.

## Биография
Начала свою музыкальную карьеру с роли Марии Магдалины во французской версии мюзикла «Иисус Христос — суперзвезда». В 1972 году участвовала во французском национальном отборе к Евровидению, но не прошла его. Представляя Люксембург, стала победителем конкурса Евровидение в 1973 году, исполнив композицию «Tu te reconnaîtras». После победы на конкурсе жила в Турции, записав там альбом и получив несколько музыкальных наград.
Вновь участвовала в конкурсе Евровидение-1979, на этот раз представляя Францию с песней «Je suis l’enfant soleil», и заняла третье место. Таким образом, она принадлежит к узкому кругу исполнителей, представлявших на Евровидении два различных государства.
В 1982-83 годах продолжила свою музыкальную карьеру в Норвегии, однако, вскоре покинула сцену, избрав отшельнический образ жизни в одной из французских деревень. Изредка вновь появляется на сцене: в 2005 году во время телешоу Congratulations, посвящённого полувековому юбилею конкурса Евровидение; в 2015 году во время телешоу в Лондоне, посвящённого шестидесятилетию конкурса.